# 영국의 대권행위
영국의 국왕 대권은 영국 군주(또는 "주권자")에게 부여된 관례적인 권위와 특권, 면책의 체계로서, 영국 내에서 인정된다. 군주는 내부적으로 절대 권위, 혹은 "유일한 특권"이자, 영국 정부의 여러 행정권의 원천으로 간주된다.
이전에는 군주가 주도적으로 대권을 행사하였다. 19세기부터 대권을 발휘하려면 관례에 따라 총리나 내각의 조언을 필요로 하고, 총리와 내각은 결정에 대한 책임을 의회에 진다. 군주는 총리나 내각의 조언에 반하여 국왕 대권을 사용할 권리를 헌법적으로 보유하지만, 실제로는 문제가 되는 상황에 기존의 선례가 적절히 적용되지 않는 경우나 비상사태에만 군주가 그렇게 할 가능성이 크다.
오늘날, 국왕 대권은 외교와 국방, 안보 등 정부 운영의 여러 분야에서 활용될 수 있다. 비록 군주는 이러한 문제와 기타 사항들에 대하여 상당한 헌법적 비중을 지니고 있지만, 행동의 자유는 제한적이다. 대권의 행사가 관례적으로 총리와 기타 장관 또는 정부 관리들의 손에 있기 때문이다.

## 정의

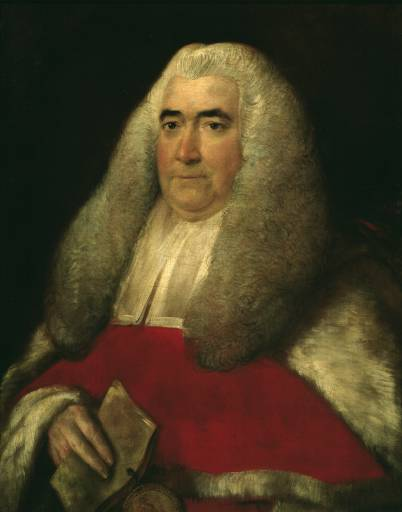
국왕 대권은 군주만이 행사할 수 있는 모든 권한이라고 주장한 윌리엄 블랙스톤

국왕 대권은 "적절하게 정의하기 어려운 개념으로 악명 높다"고 불리지만, 특정한 유형의 권한이 존재하는지 여부는 법원이 그 최종 결정권자로서 공식적으로 판결하는 보통법의 문제이다. 저명한 헌법 이론가 앨버트 다이시는 19세기에 다음과 같이 제안하였다:
대권은 역사상 그리고 사실상 자유 재량의 혹은 자의적 권한의 잔여물에 불과하고, 이는 어느 시점에서든 법적으로 왕실의 손에 남아 있다. 대권은 군주가 원래 지녔던 권한에서 남은 부분의 명칭이다 ... 행정부가 의회제정법의 인가 없이도 합법적으로 수행이 가능한 모든 행위는 대권 덕분에 이루어진다.

많은 논평가가 다이시파의 견해를 따르지만, 1760년대에 윌리엄 블랙스톤이 제시한 정의를 선호하는 헌법 법조인도 있다:
대권이라는 단어는 일반적으로 군주가 다른 만인보다 뛰어난, 특별한 발군(拔群)을 지니고 있으며, 그의 제왕적 존엄에 의하여 보통법의 일반 절차를 벗어난 권리를 지닌다는 것을 의미한다 ... 이는 군주가, 타인과는 달리, 홀로 누리는 권리와 자격에만 적용되며, 신민과 공통적으로 누리는 권리에 대해서는 적용되지 않는다.

다이시는 군주가 법률 외적으로 행하는 모든 통치행위가 대권의 범주에 속한다고 보았으나 블랙스톤은 대권이란 국내에서 오직 군주만이 수행할 수 있는 행위, 예컨대 전쟁 선포와 같은 배타적 권한에 한정된다고 보아, 서로 견해를 달리하였다. 두 입장을 뒷받침하는 판례가 모두 존재한다. 블랙스톤의 견해는 1920년 법무장관 대 드 카이저스 로열 호텔 사건에서 팔머 경이 지지하였으나, 1965년 버마 오일 사건에서는 리드 경이 해당 견해에 이의를 제기하였다. 관련 판례들에서 이러한 구분(왕권 개념에 대한 양자의 차이)을 명확히 할 필요가 없었으며, 실제로 대권 자체를 직접 다룬 판례가 드물기 때문에, 법원이 이 문제를 최종적으로 판시할 유인이 없었을 수 있다.

## 역사
13세기 이전, 영국 군주정은 최고의 권력을 행사하였다. 그것은 "14~15세기에 일어난 봉건적 격동의 재연"에 의하여 확인되었다. 국왕 대권은 다른 사람들의 동의 없이 권력을 발휘하는 수단이었지만, 대권의 한계는 명확하지 않았다. 그 범위를 법적으로 정의하려는 시도가 1387년 리처드 2세에 의하여 처음으로 행해졌다.
이러한 "격동"은 16세기 내내 후퇴하기 시작하여, 헨리 8세와 그 후계자들이 잉글랜드 국교회의 수장이 되었을 때 군주제가 그야말로 독립적으로 변모하였다. 따라서 성직자와 교황에게 책임을 지지 않아도 되었다. 법원은 군주가 "잉글랜드 헌법의 유력한 동반자"이나 전능하다고 선언하지는 않음으로써, 의회의 중요성이 커지고 있음을 인정하였다. '페레로 사건'에서 헨리 8세는 의회의 동의를 받아 통치하는 것이 동의가 없이 하는 것보다 - 특히 세금 문제에 있어서 - 훨씬 더 강력하다고 믿었기에 이러한 제한을 받아들였다. 토머스 스미스 경과 당대의 문인들은 군주가 의회의 승인 없이 세금을 부과할 수 없다고 주장하였다.

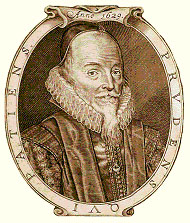
에드워드 코크 경(1552–1634). 당대 최고의 법관으로, 그의 판결은 대권의 한계를 정의하는 데 도움이 되었다.

헨리와 그의 후계자들은 이론상 법적 판결에 구속되지 않음에도 불구하고 일반적으로 판결을 따랐다. 이에 대한 한 가지 해석은, 안정된 정부 운영을 위해 법률적 자문과 동의를 필요로 했기 때문이었다는 것이다. 튜더 시대의 주요 법률가, 고위 공직자, 공법 이론가 모두가 군주를 포함한 모든 영국인이 법의 지배를 받아야 한다는 사실에 동의하였다. 국왕은 대권 사용 시점에 있어 "무제한 재량권"을 가졌으나, 법원이 조건부로 그 사용을 제한한 영역 혹은 국왕이 스스로 제한을 부과한 영역에서는 대권이 제약을 받았다.
1607년 금지령 사건에서 제임스 1세는, 국왕이 판사로서 친히 자리한 채 자신이 적절하다고 판단하는 방식으로 보통법을 해석할 신성왕권을 지닌다고 주장하면서, 기존의 합의에 정면 도전하였다. 그러나 에드워드 코크 경을 필두로 한 사법부는 이를 기각하였다. 그들은 비록 국왕이 특정인에게 종속되지는 않으나 법의 지배를 받는다는 사실을 강조하였다. 또한 법에 대한 충분한 지식이 없는 이상 법을 해석할 권리가 국왕에게 없으며, 인간이 법을 인식하기까지 "오랜 학습과 경험이 필요하다"고 에드워드 코크는 지적하였다. 1611년 포고령 사건에서 코크는 국왕이 오로지 기존의 대권만 행사할 수 있으며, 새로운 권한을 창출할 수는 없다고 판결하였다.
1688년 11월 명예 혁명 후 잉글랜드는 제임스 2세에서 그의 장녀 메리 2세와 사위 윌리엄 3세로 왕위의 교체가 이루어졌다. 이들은 1689년 권리 장전에 명시한 조건을 수용하는 형태로 왕위를 인정받았다. 이 문서는 제임스 2세가 남용한 왕권을 제한하는 규정을 포괄하였다. 제1조는 국왕이 의회의 동의 없이 법률을 정지 혹은 시행할 수 없도록 했으며, 제4조는 국왕이 "의회의 승인 없이" 과세하는 것을 불법이라고 규정하였다. 또한, 남아 있는 국왕 대권을 향후의 의회가 추가로 제한할 수 있도록 하였다. 일례로, 1694년 삼년법안이 제정되어 국왕이 특정 시기에 반드시 의회를 소집하고 해산하도록 규정하였다.

## 종류

### 입법

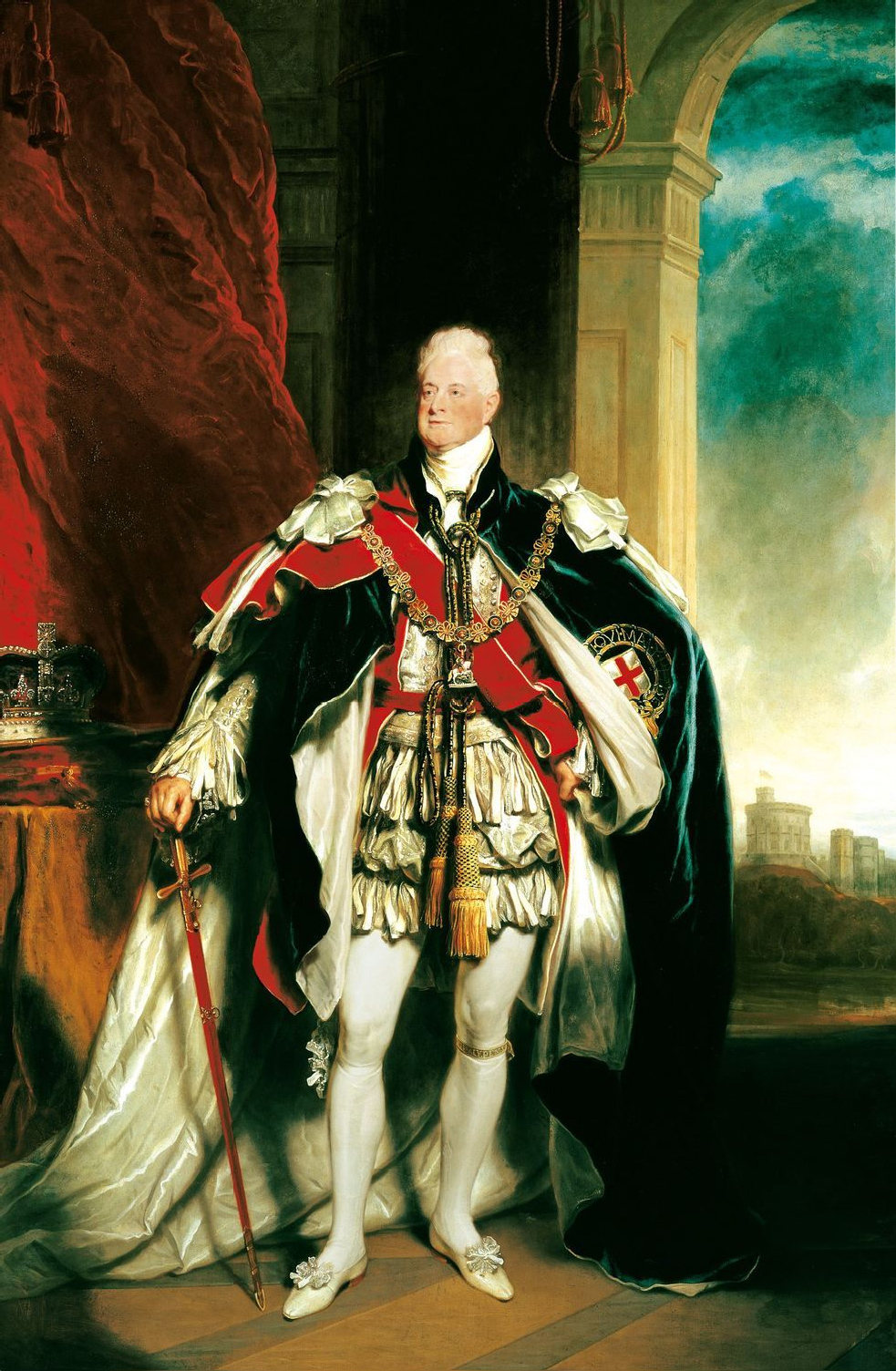
윌리엄 4세. 국왕 대권을 이용해 의회를 임의로 해산한 마지막 군주

의회 해산권은 "아마도 군주가 개인적으로 행사하는 가장 중요한 잔재의 특권이며 논란의 소지가 가장 큰 권한을 의미한다." 이는 일반적으로 총리의 요청에 응하여 사용되는데, 총리의 재량에 의하거나 혹은 불신임 결의를 거쳐 의회가 해산된다. 헌법 이론가들은 오늘날 의회를 일방적으로 해산하는 것이 가능한가 이견을 보였다. 아이버 제닝스는 해산이 "각료의 묵인"을 수반하며, 이처럼 군주는 장관들의 동의 없이 의회를 해산할 수 없다고 기록하였다. 그는 "만약 각료가 그와 같은 조언의 제공을 거부하면 군주는 그들을 해임하는 것 외에 할 수 있는 일이 없다"고 설명하였다. 반면 앨버트 다이시는 극단적인 특정 상황에서는 군주가 의회를 단독으로 해산할 수도 있다고 생각하였다. "하원의 견해가 유권자들의 견해를 벗어난다고 추정할 만한 정당한 이유가 있거나 ... 하원의 의지가 여론과 어긋날 때 혹은 여론과 어긋난다고 합리적 추정을 할 수 있을 때는, 매번 해산이 허용되거나 필요하다."고 기록한 것이다.
군주는 의회 해산을 강제하기 위해서 재가를 거부할 수도 있으며 내각 총사퇴로 이어질 가능성이 크다. 관례에 따라 군주는 법안에 항상 재가를 부여한다. 재가 거부의 마지막 사례는 1708년 앤 재임 동안에 장관의 조언을 듣고 스코틀랜드 민병대 법안에 재가를 보류한 것이다. 이는 총리의 의사에 반하더라도 국왕이 거부권을 사용할 여지가 완전히 사라진 것은 아님을 뜻한다. 예를 들어, 조지 3세와 조지 4세는 거부권을 쓰겠다고 위협하며 1800년부터 1829년까지 가톨릭 해방령을 저지하였다. 또한, 조지 5세도 (총리가 아닌 개인변호사에게) 아일랜드 자치법을 거부할 수 있다고 조언을 받은 바 있다. 이에 대하여 제닝스는 "국왕은 자신이 사법적 권한만이 아니라 재가를 거부할 헌법적 권리 또한 가진다고 시종일관 추정하였다"고 언급하였다. 2011년 고정임기 의회법 제3조 제2항에 의하여 군주의 의회 해산권이 폐지되었으며 2022년 의회 해산 소집법이 2011년 고정임기 의회법을 폐지하면서 부활하였다. 그렇지만 2011년 고정임기 의회법 제6조 제1항은 군주의 정회(停會)권은 해당 법안에 영향을 받지 않는다고 명시하였다. 그럼에도 불구하고, 2019년 영국 대법원의 밀러 II 사건 판결은 정회권이 절대적인 것이 아님을 확인하였다.
총리의 임명 역시 이론상 국왕 대권에 의하여 결정된다. 엄밀히 따지면 군주는 누구든지 총리로 임명할 수도 있지만, 실제로는 하원에서 다수당을 장악할 수 있는 최적의 위치에 있는 자가 항상 임명된다. 일반적으로 이는 총선에서 과반수 의석을 확보한 정당의 대표이다. 단, 2017년에 마지막으로 발생한 것과 같이, 어느 정당도 다수의 지지를 얻지 못하는 소위 헝 의회의 경우 어려움이 발생할 수 있다. 이러한 상황에서는 헌법적 관례에 따라 기존 총리가 우선권을 가지고 연립 정부 구성을 시도하며 대권에 도전하게 된다. 만약 총리가 회기 중 사임을 결정할 경우, 명확한 "차기 총리 후보"(예: 1937년 네빌 체임벌린이나 1955년 앤서니 이든)가 없는 이상, 군주가 (적절한 조언을 받은 다음. 반드시 퇴임하는 총리의 조언일 필요는 없음) 후임을 정하는 것이 원칙이다. 그렇지만 이러한 과정에 적극 개입한 군주는 조지 5세가 마지막으로, 1923년 커즌 경이 아닌 스탠리 볼드윈을 임명하였다. 현대에는, 군주가 관련 정치인들이 비공개 협의를 통하여 후임 총리의 임명을 결정하도록 맡겼다(1940년 5월 윈스턴 처칠, 1957년 1월 해럴드 맥밀런, 1963년 10월 앨릭 더글러스흄). 오늘날, 군주는 재량권이 없다. 여당이 새 리더를 선출하면 그가 하원 다수의 지지를 얻은 사실로 인하여 자동으로 총리에 임명된다(최근 2016년 테레사 메이, 2019년 보리스 존슨, 2022년 리즈 트러스와 리시 수낵이 선출됨).

### 사법 시스템
국왕 대권 중 사법 제도에 영향을 주는 가장 주목할 만한 요소는 은사권이다. 은사권은 두 가지 요소(사면과 놀리 프로시콰이)를 포함한다. 사면은 형사 유죄 판결에서 오는 "고통과 제재 그리고 처벌"을 제거할 수 있으나, 유죄 판결 그 자체를 지우는 것은 아니다. 이 권한은 일반적으로 내무부 장관의 조언에 따라 사용하고, 군주가 직접 관여하지 않는다. 그 사용 양상에 감형이 포함될 수도 있는데, 이것은 특정 조건 하에서 형량을 줄이는 제한적 형태의 사면이다. 사면의 부여가 사법 심사의 대상이 되지 않는다는 사실은, 공무원 노조 대 국무원 장관 사건에서 확인되었다. 하지만 벤틀리 경정청구 사건에서는 법원이 사면의 적용 여부를 비평하기로 결정하였다. 놀리 프로시콰이는 잉글랜드와 웨일스의 법무장관(또는 그에 상응하는 스코틀랜드 또는 북아일랜드의 관료)이 개인에 대한 법적 절차를 중단할 때 군주의 이름으로 행사한다. 이 권한은 톰린슨 경정청구 사건에서 확인된 바 법원의 검토 대상이 아니며, 무죄 판결로 간주되지 않는다. 즉, 후에 동일한 혐의로 피고가 법정에 다시 설 수 있다.

### 외교 문제
국왕 대권은 외교 분야에서 많이 사용되고 있다. 외국 국가를 승인하고(비록 여러 가지 입법이 외국의 국가원수 및 외교관의 면책특권을 규율하고 있지만), 전쟁과 평화의 선언을 발하고 국제 조약을 체결하는 권한은 국왕에게 있다. 군주는 영토를 병합할 권한도 가지며, 1955년에는 로칼 섬을 병합한 사례가 있다. 영토 병합 후 구 정부의 채무를 어느 정도까지 인수할지는 전적으로 정부의 재량에 달려 있다. 이는 웨스트랜드 금광 회사 대 국왕 사건에서 확인되었다. 국왕은 영국의 영해를 변경하고 영토를 양도할 수도 있다. 이러한 권한이 실제로 발휘될 수 있는지는 의문인데, 영국인의 시민권을 박탈하는 결과를 초래할 수 있기 때문이다. 1890년 헬골란트 섬을 독일에 양도할 때는 의회의 승인을 먼저 구하기도 했다. 국왕은 추밀원칙령을 통해 식민지 및 속령을 규율할 수도 있다. 법원은 한동안 군주의 이 권한 행사에 제동을 걸어왔다. 뱅쿨트 대 외무연방부 장관 사건(제2심)에서 항소법원은 추밀원칙령으로 사법부의 결정을 무력화함이 불법 권한 남용이라고 판시했으나, 이 판결은 이후 뒤집혔다.
1988년 항소법원에서 선고된 판결(에버렛의 일방적 청구에 따른 사건)과 2016년 7월 고등법원에서 재확인된 판결은, 여권의 발급 및 회수는 전통적으로 국왕 대권에 속하며, 여전히 내무장관의 재량으로 행사될 수 있음을 확인하였다.
보통법 하에서 영국 시민은 자유롭게 출국 및 입국할 권리가 있다. 에버렛 사건(R v Foreign Secretary, ex parte Everett)에서, 법원은 여권발급 및 회수와 관련하여 영국 시민의 권리를 심사할 수 있다고 판단하였다. 또한 출국 금지 영장(ne exeat regno)은 특정 인물의 출국을 막는 데 사용되기도 한다. 조약 체결권은 논쟁의 여지가 있는 대권이다. 블랙스톤의 정의에 따르면 대권은 오직 왕에게 부여된 고유 권한이어야 한다.

### 기타 대권
군주는 훈장 수여와 군대의 규율 및 조직, 그리고 교회 내 고위 성직자 임명에 대권을 행사할 권한을 지닌다. 대부분의 훈장 수여는 통상적으로 행정부에 의하여 결정되지만, 법적으로는 여전히 군주가 그 수여 주체로 간주된다. 이에 대한 예외로서 가터 훈장과 시슬 훈장, 메리트 훈장, 로열 빅토리아 훈장, 로열 빅토리아 쇄장이 있으며, 이것들은 군주가 전적인 재량으로 수여할 수 있다. 군대와 관련하여 군주는 최고 통수권자이며, 군대 구성원은 대권에 따라서 규율된다. 대부분의 법률은 군대에 적용되지 않지만, 군사 징계와 같은 일부 영역은 의회제정법에 의하여 규율된다. 1947년 국왕소추법에 따르면 군대에 대한 단독 권위는 군주에게 있으며 따라서 군대의 조직과 배치, 통제에 대해서는 법원이 심사할 수 없다. 이러한 대권의 행사는 군주에게 병력을 충원하고 장교를 임명하며 외국 정부와 협약을 맺어 자국 영토에 병력을 주둔시키는 권한을 부여한다.
대권은 군주에게 잉글랜드 국교회의 주교 및 대주교를 임명하고 킹 제임스 성경의 인쇄와 출판의 허가를 규제할 수 있는 권한을 부여한다. 군주는 또한 매주 비공개로 이루어지는 영국 총리와의 회담을 통해 일정한 영향력을 행사하기도 한다.
노섬브리아 경찰청 사건에서는 대권이 "평화를 유지하기 위한 모든 합리적 조치"를 취할 수 있는 권한을 포함한다고 판시하였다. 또한 버마 석유 회사 대 법무장관 사건에서, 상원은 대권이 "비상시에 제2차 세계대전을 수행하는 데 필요한 모든 조치를 취하는 것"까지 확장된다고 보았다.

## 사용
오늘날 군주는 사실상 정부의 조언에 따라 대권을 행사한다. 레일랜드(Leyland)는 다음과 같이 언급한다:
오늘날의 여왕은 ... 총리와의 주간 면담을 통해 정부 권력의 행사에 대하여 매우 밀접하게 보고를 받고 있으며, 이 자리에서 정부 사무에 대해 충분히 브리핑을 받는다. ... [그러나] 총리가 국왕의 의견을 반드시 고려해야 할 의무는 없다는 점을 강조해야 한다.

간단히 말하면, 대권은 총리와 내각이 군주의 이름으로 국가를 통치하기 위해 사용하는 권한이다. 군주는 "자문을 받을 권리, 권장할 권리, 경고할 권리"를 가지긴 하지만, 이 역할에서 그 어떤 행동도 재량의 행사가 아니다. 경고할 권리에 따라 군주는 총리에게 어떤 선택을 다시 고려할 이유를 제시할 수 있지만, 최종 결정은 총리에게 달려 있다.
오늘날 일부 왕권은 의회의 승인 없이 장관들이 직접 행사하는데, 여기에는 전쟁 선포 및 평화 체결, 여권 발급, 훈장 수여 권한 등이 포함된다. 대권은 명목상 군주에 의하여 행사되지만, 이는 주간 면담을 가지는 총리와 내각의 조언에 따른 것이다. 여전히 영국 정부의 몇몇 핵심 기능은 국왕 대권에 의해 수행되고 있지만, 일반적으로 그 사용은 점차 줄어들어 왔고, 여러 기능이 점진적으로 법률에 근거한 방식으로 전환 중이다.

### 제한 사항
영국 상원의 여러 중요한 판례들은 국왕 대권의 행사 범위가 매우 제한적임을 명확히 하였다. 1915년, 상원에 청원권 사건("쇼어햄 공항 사건")의 항소가 제기되었으나, 사건은 항소 도중 국왕 측이 보상을 지급하기로 합의하면서 종결되었다. 이 사건은 전시 국방 규정 및 국왕 대권 둘 다에 근거하여, 전시 군사 목적을 위하여 정부에서 남해안의 민간 공항을 수용 및 점유할 권리가 있는지 다툰 것이었다. 정부는 외침에 대비한 조치라고 주장하였으나 법원은 대권을 행사하려면 실제 침공 위협이 존재함을 정부가 입증해야 한다고 판단하였다. 이 점은 1916년 자모라호 사건에서 재확인되었다. 국왕심의원은 포획 재판소의 판결에 대한 항소를 심리하면서, 법률이 부여하지 않은 권력(국왕 대권)을 사용하려면 그 권한 행사가 정당하다는 것을 정부가 법원에 입증해야 한다는 사실을 일반 원칙으로 판시하였다. 1920년 법무장관 대 드 키저스 로열 호텔 사건에서는 상원이 다음과 같이 판결하였다. "특정 영역에서 의회가 법률로 규정한 경우, 국왕 대권은 그 법률이 시행되는 동안 정지되며, 국왕은 해당 법률이 허용하는 한도 내에서만 권한을 행사할 수 있다."
이러한 성문법 우위의 원칙은 1976년 12월 레이커 항공 사건에서 더욱 확대되었다. 이 사건에서는 상업용 항공사 면허 철회 문제와 관련하여, 국왕 대권은 기존의 성문법 규정을 위배하는 방식으로 행사할 수 없으며, 대권과 법률이 동시에 적용되는 사안에서 그 대권은 오직 법률의 목적을 달성하는 방향으로 행사할 수 있다는 점이 확인되었다. 이 원칙은 내무부 장관 사건에서 다시 확장되었다. 해당 사건에서 영국 항소법원은 다음과 같이 판시하였다: 비록 어떤 법률이 아직 발효되지 않은 상태라고 하더라도, 국왕 대권을 이용하여 "의회의 입법 취지에 반하는" 방식으로 사용해서는 안 된다. (해당 사건에서는, 정부가 새로운 법률상 보상 제도의 시행 날짜를 무기한으로 연기하기 위해 자의적으로 권한을 사용하려고 한 경우였다.)
영국 정부는 일반적으로 조약을 체결하고 철회할 때 국왕 대권을 활용하지만, 영국 대법원은 밀러 사건에서 다음과 같이 판결하였다. 정부는 유럽연합 탈퇴 통지를 발송하기 위하여 대권을 사용할 수 없다(유럽연합 조약 제50조). 그 대신, 의회제정법을 통하여 정부에 권한이 부여되어야 한다.  법원의 1심 심리 판단은, 그러한 통보가 영국 국내법이 규율하는 권리에 필연적으로 영향을 미친다는 점에 근거하였다(유럽연합법이 규정한 권리 상당수가 영국에서 직접적 효력을 발휘함). 제50조를 발동하면 브렉시트로 불가피하게 이어진다고 가정하고 - 나중에 그 가정은 틀렸다고 판명되었으나 - 이러한 방식으로 대권을 사용하는 것은, 해당 권리들을 부여하려 한 의회의 의도를 해치는 결과가 되므로 허용할 수 없다. 이러한 논리(정부가 국왕 대권으로 EU 탈퇴를 개시해서는 안 된다)는 이후 대법원의 심리에서 유지되었다. 한편 대법원은 특히 의회가 1972년에 법률을 통하여 영국의 유럽 경제 공동체 가입을 승인한 사실에 주목하였다. 이 경우 앞에서 언급한 1920년 법무장관 대 드 키저스 로열 호텔 사건 판례의 원칙 하에, 조약 체결에 관한 대권은 일반적으로 해당 법률에 의하여 대체된다. 이 판결로 인하여, 영국 의회는 정부가 리스본 조약 제50조에 따라 탈퇴를 통보할 수 있도록 정부에 법적 권한을 부여하기로 결정하였다. 이 권한은 2017년 유럽연합(탈퇴통보)법을 통하여 정식으로 부여되었으며 테리사 메이 총리는 2017년 3월 29일 이 권한을 행사하였다.

### 사법 심사
현대의 사법 심사 제도가 대권 행사의 적법성을 다투는 구제 수단으로서 청원 소송을 대체하기 전에, 법원은 전통적으로 특정 권한의 존재 여부만 판단하려 했지 그 권한이 적절히 사용되었는지 따지려 하지는 않았다. 따라서 법원은 웨든즈버리 판례(행정기관의 재량권 행사에 대한 사법적 통제를 위하여 영국 법원이 정립한 판단 기준)를 구성하는 세 가지 테스트 중 첫 번째, 즉 "그 사용이 불법적인가"만 적용하였다. 헌법학자 윌리엄 블랙스톤은 이러한 접근을 적절하다고 보았다:
그러므로 법이 군주에게 부여한 대권을 행사함에 있어서, 군주는 저항할 수 없고 절대적이며, 이는 헌정의 형식에 따른 것이다. 그러나 그 행사의 결과가 왕국에 명백한 해악이나 불명예를 끼친다면, 의회는 그 보좌관들에게 정당하고 엄중한 책임을 물을 것이다."

이러한 태도는 1960년대와 70년대에 이르러 변하기 시작하였는데, 데닝 경은 레이커 항공 사건에서 다음과 같이 말했다. "대권은 공공의 이익을 위하여 사용되는 재량권이므로, 그것의 행사는 행정부에 부여된 타 재량권과 마찬가지로 법원이 심사할 수 있다." 이 문제에 관한 가장 권위 있는 판례는 일반적으로 GCHQ 사건으로 알려진, 영국공무원노조협의회 대 내각 장관 사건이다. 상원은 사법 심사의 적용 여부는 정부 권한의 출처가 아닌, 그 성격에 달려 있다고 확인하였다. 외교 정책과 국가 안보와 관련된 권한은 사법 심사의 범위 밖에 있다고 간주된다. 반면 사면권은 벤틀리 경정청구 사건에 따라, 사법 심사의 범위 안에 있다고 고려된다.

## 개혁
국왕 대권의 폐지는 임박하지 않았으며, 최근 군주제와 정부 내 국왕 대권의 역할을 폐지하려는 움직임은 성공적이지 못하였다. 2009년 10월 법무부는 "행정부의 국왕 대권에 대한 검토"를 실시하였다. 노동당의 전 국회의원이자 내각 장관이었던 토니 벤은 1990년대에 영국에서 국왕 대권 폐지를 주장하면서 활동하였지만 성공하지 못하였다. 그는 총리 및 내각의 조언에 따라 발휘되어 시행 중인 모든 정부 권한은 의회의 심사를 받고 의회의 승인을 거쳐야 한다고 주장하였다. 이에 대하여 이후의 정부들은 국왕 대권이 다루는 주제의 범위가 워낙 방대해서 현재 왕실 대권이 적용되는 모든 사안에 대하여 의회의 승인을 요구하면 의회의 일정이 마비되고 법률 제정이 지연될 것이라고 반박하였다.

## 참조 사항
반역 중죄법(Treason Felony Act 1848)은 국왕 대권의 범주에 속하지 않는다.
반역 중죄법은 1848년에 제정된 의회제정법 중 하나로, 군주제 폐지 시도 혹은 정부 전복을 목표로 한 행위를 범죄로 규정하고 있다. 반역 행위와 관련된 일반 시민과 관료를 포함한 모든 개인이 그 적용 대상이 된다. 이것은 국왕(행정부)의 특별한 권한 행사와 직접적으로 관련이 없다.
한편 국왕 대권이란 군주의 고유 권한으로서 국왕이 전통적으로 보유해온 행정과 군사, 외교 등 특정한 영역의 권한을 포괄한다. 이것은 관습법과 판례법, 헌법적 관례에 따라 규정된 개념으로서 형사법과 본질적으로 엄연히 다르다. 다시 말해서, 국왕이라는 단독 법인이 행사하는 정치 권력의 개념과 입법의 대상인 형법의 개념을 명확히 구별해야 한다.
따라서 두 개념은 법적 기원, 역할, 적용 범위에서 명확하게 구별된다. 반역 중죄법은 의회가 만든 법률로서 형법 체계의 일부이고, 국왕 대권은 외교와 군사, 사면 등의 분야에서 사용하는 군주의 특권을 지칭하며, 결코 법률 제정의 산실이 아니다.

## 같이 보기
- 국가원수의 재량권
- 국가행위론
- 스페인 국왕
- 의회에 있어서의 왕
- 재가 (입헌군주제)
- 추밀원칙령
- 칙허장
- 통치행위
- 특권 (군주제)
- 특허증